# Uygar
Uygar ist ein hauptsächlich männlich besetzter Vorname, der aber auch an Mädchen vergeben wird, meist als Zweitname.

## Herkunft und Bedeutung
Der Name ist türkischer Herkunft und wird überwiegend an Jungen vergeben. Er bedeutet kultiviert, zivilisiert, gesittet, gewandt, weltmännisch und bürgerlich. Er hat also, wie viele andere türkische Vornamen eine direkte, wörtliche Bedeutung.

## Sozialprestige
Im deutschsprachigen Raum wird der Name Uygar selten vergeben und findet sich in jeder Gesellschaftsschicht wieder, weshalb keine belastbaren statistischen Aussagen über ihn getroffen werden können. Allgemein tendiert der Name jedoch dazu, im Bürgertum vergeben zu werden, das geringfügig besser situiert ist, als der Durchschnitt.

## Bekannte Namensträger
- Uygar Tamer (* 1971), türkisch-schweizerische Schauspielerin und Sängerin
- Uygar Mert Zeybek (* 1995), türkischer Fußballspieler